# Rata d'herba del Nil
La rata d'herba del Nil (Arvicanthis niloticus) és una espècie de rosegador de la família dels múrids. Viu a Burkina Faso, Burundi, Egipte, Eritrea, Etiòpia, Gàmbia, Ghana, el Iemen, Kenya, Mauritània, el Níger, Nigèria, Oman, la República Centreafricana, la República Democràtica del Congo, Ruanda, el Senegal, el Sudan, el Sudan del Sud el Txad i Uganda. Els seus hàbitats naturals són els herbassars, els matollars i les sabanes. És una espècie en risc mínim, és a dir, no sembla que hi hagi cap amenaça significativa per a la seva supervivència. El seu nom específic, niloticus, significa ‘nilòtic’ en llatí.